# Font del Plom (l'Estany)

La Font del Plom, respecte del terme de l'Estany

La Font del Plom és una font del terme municipal de l'Estany, a la comarca del Moianès.
Està situada a 740 metres d'altitud, en el sector més occidental del terme, a la vall del torrent del Gomis. És a l'esquerra d'aquest torrent, a ponent de la Baga de Montfred i al nord-oest, dessota, del Pla de l'Àliga. És a prop i al nord-oest de la Font del Pollancre.